# Lokbrá
 (avril 2024).
Lokbrá est un groupe islandais de rock progressif. Le groupe est formé en 2000 et ne compte qu'un seul album, Army of Soundwaves, sorti en 2004. Après l'enregistrement d'un deuxième album qui n'a jamais vu le jour, le groupe se sépare en 2007.

## Histoire
Lokbrá est formé en 2000, et commence sa carrière à Mosfellsbær au Sundlauginn, un studio d'enregistrement dans lequel le groupe de leur ami Sigur Rós venait d'investir, mais part ensuite rapidement pour une tournée de concerts avec le groupe Radiohead, de sorte que le groupe avait cette installation parfaite pour lui pendant quelques mois. Là, le groupe développe son talent et commence rapidement à attirer beaucoup d'attention pour sa joie de jouer et sa présence scénique. En 2003, le groupe participe au Músíktilraunir, qui se déroule à Tónabær, où il se qualifie pour la finale mais ne parvient pas à la remporter. Toujours en 2003, le groupe enregistre le chant de Noël Ó Helga Nótt avec Sigurður Guðmundsson. L'arrangement de la chanson était assez futuriste et avait un soupçon de ce son rock progressif dynamique qui caractérise Lokbrá. Pendant ce temps, le groupe acquiert rapidement une réputation pour sa présence scénique dynamique et le plus souvent imprévisible.
L'album Army of Soundwaves, sort le 12 mai 2004 et contient 11 chansons, dont deux étaient des enregistrements. Il comprend la chanson folk dramatique Á Sprengisandi, et Óskasteinar pour laquelle ils ont demandé à la chanteuse Katarína Mogensen (du groupe Mammút) de chanter. L'album est principalement enregistré à Klink et Bank, mais les voix ont ensuite été enregistrées à Blackheath, à Londres. Il sort chez MSK en Islande, et Lucid Music aux États-Unis.
La première chanson sortie de l'album était Nosirrah Egroeg, qui est un hommage à l'artiste George Harrison qui venait de décéder. Le groupe recrute le guitariste Björgvin Gíslason (Flamingo, Falcon, Zoo et Opus 4) pour jouer du sitar dans la chanson, ce qui a indéniablement donné à la chanson ce son distinctif des Beatles. La chanson apporte beaucoup de bonheur et a beaucoup résonné sur les ondes radio, et met Lokbrá sur la carte de la scène musicale islandaise. Lokbrá sort aussi le tube disco rock Stop the Music, accompagné d'un clip vidéo. Le clip et la chanson reçoivent beaucoup d'attention et de diffusion à la radio. À cette époque, Lokbrá est extrêmement actif et joue dans tout le pays, en particulier au club Grand Rokk, où il devient une sorte de groupe résident. Ils y ont surtout beaucoup joué avec leurs amis, Jan Mayen, Æla, Noise, Dáðadrengjar et Coral.
En 2007, le groupe écrit un deuxième album, la comédie musicale rock Fernandó. Il est enregistré en un week-end chez Rúnar Júlíusson (Hljómar, Trúbrot), dans le studio de Geimstein. Les enregistrements se passent bien, mais l'album ne sortira jamais du fait que le disque dur de leur ordinateur a crashé, ce qui aura un impact très négatif sur les membres. Le groupe se sépare peu de temps après. Plusieurs années plus tard, leur disque dur est envoyé en Belgique et le groupe parvient à retrouver ses vidéos qui ont tous dû être réarrangés. Lorsque les chansons sont finalement assemblées, Lokbrá demande à Svein Helga Halldórsson et Friðrik Helgason, qui à l'époque ne travaillaient pas vraiment, d'enregistrer la chanson et mixer l'album. Depuis lors, rien n'a filtré de Fernandó, hormis la chanson Koss Mjallhvítar en 2013.

## Influences
Le groupe est influencé par des groupes internationaux comme les Beatles, Led Zeppelin, The Doors, Oasis, Blur, The Stone Roses, Bob Dylan, The Kinks, The Rolling Stones, The Smashing Pumpkins, Radiohead, David Bowie, Muse, et Franz Ferdinand. Les influences islandaises incluent Trúbrot, Hljómar, Sigur Rós, Maus, Botnleðja et Ensími.

## Membres
- Trausti Laufdal Aðalsteinsson (Tinni) - chant, guitare
- Baldvin Albertsson (Baddi) - clavier, orgue
- Oddur Ingi Þórsson (Spike) - basse, chant
- Óskar Þór Arngrímsson (Z) - batterie
- Páll Logason (Heavy P)

## Discographie
- 2004 : Army of Soundwaves